# Kula Norinska
Kula Norinska je naselje na Hrvaškem, ki je središče občine Kula Norinska. Ta ima po popisu iz leta 2021 1446 prebivalcev in spada v Dubrovniško-neretvansko županijo.

## Lega
Kula Norinska leži  v Južni Dalmaciji. Leži na desnem bregu reke Neretve ob elektrificirani železniški progi Ploče–Sarajevo okoli 6 km jugozahodno od Metkovićev.

## Zgodovina
Ime je dobilo po obrambnem stolpu kuli Norin postavljenem v 16. stoletju. Obrambni stolp je bil postavljen zaradi vpadov beneških vojnih ladij v Neretvo, ki bi potem lahko napadale Metković. V obrambne namene je bil v uporabi do 19. stoletja, ko je bil predelan v mlin na veter. Sedaj je kulturni spomenik.

## Demografija
| Pregled števila prebivalcev po letih | Pregled števila prebivalcev po letih | Pregled števila prebivalcev po letih | Pregled števila prebivalcev po letih | Pregled števila prebivalcev po letih | Pregled števila prebivalcev po letih | Pregled števila prebivalcev po letih | Pregled števila prebivalcev po letih | Pregled števila prebivalcev po letih | Pregled števila prebivalcev po letih | Pregled števila prebivalcev po letih | Pregled števila prebivalcev po letih | Pregled števila prebivalcev po letih | Pregled števila prebivalcev po letih | Pregled števila prebivalcev po letih |
| ------------------------------------ | ------------------------------------ | ------------------------------------ | ------------------------------------ | ------------------------------------ | ------------------------------------ | ------------------------------------ | ------------------------------------ | ------------------------------------ | ------------------------------------ | ------------------------------------ | ------------------------------------ | ------------------------------------ | ------------------------------------ | ------------------------------------ |
| 1857                                 | 1869                                 | 1880                                 | 1890                                 | 1900                                 | 1910                                 | 1921                                 | 1931                                 | 1948                                 | 1953                                 | 1961                                 | 1971                                 | 1981                                 | 1991                                 | 2001                                 |
| 0                                    | 0                                    | 0                                    | 0                                    | 0                                    | 0                                    | 0                                    | 201                                  | 329                                  | 317                                  | 305                                  | 384                                  | 344                                  | 145                                  | 302                                  |